# Cat Ridge
Cat Ridge är en bergstopp i Antarktis. Den ligger i Västantarktis. Argentina, Chile och Storbritannien gör anspråk på området. Toppen på Cat Ridge är 912 meter över havet.
Terrängen runt Cat Ridge är kuperad. Trakten är obefolkad. Det finns inga samhällen i närheten.